# Кристина Лишчевић
Кристина Лишчевић (Сомбор, 20. октобар 1989) је српска рукометашица.
У току своје каријере наступала је за Сомбор и Црвену звезду, а кратко је била члан и Макс Спорта.
Први одлазак ван Србије је био у екипу Металург Скопље.
Захваљујући одличним играма, добија позив из Француске, од екипе Меца.
ЕХФ је прогласио за најбољег младог играча ЕХФ Лиге шампиона 2012. године.
Сада наступа за рукометни клуб Мец из Француске, где је проглашена за играчицу сезоне 2013. и уврштена у идеални тим првенства.
Са репрезентацијом Србије освојила је сребрну медаљу на Светском првенству 2013..За репрезентацију је у периоду 2011-2023 одиграла  107 утакмица и постигла 262 гола.